# Ci nous dit
Témoin de la littérature et de l'enseignement moral des chrétiens du Moyen Âge tardif, le Ci nous dit, originellement titré Une Composition de la Saincte Escripture, est un recueil d'exempla (au singulier exemplum) composé de 781 courts chapitres. Il a été rédigé anonymement en langue française dans la première moitié du XIVè siècle, probablement par un religieux de la région de Soissons. Le titre fait référence au début des chapitres du recueil, le plus souvent introduits par les mots : "Ci nous dit...". Pour rappel, un exemplum est un récit bref qui vise à convaincre le lecteur ou l'auditeur. Ce récit, de contenus et d'emplois variés, délivre une leçon morale ou présente un modèle de comportement. Il peut être intégré dans différents types de documents tels que des sermons, des textes théologiques ou moraux, des discours juridiques.

## Le manuscrit de Chantilly et les éditions modernes
Le texte du Ci nous dit est présent dans une vingtaine d'exemplaires manuscrits du XIVè et XVè siècle conservés pour la plupart en France et notamment à la Bibliothèque nationale de France. Sa version la plus ancienne est conservée sur parchemin dans les deux volumes de petite taille (18 x 14 cm.) du manuscrit du musée Condé à Chantilly (1078-26, 1079-27) qui se composent respectivement de 265 et 228 folios. Dans ce manuscrit, presque la totalité des 781 chapitres sont illustrés par 812 miniatures, toutes placées en haut de feuillet ; seuls dix-sept chapitres ne sont pas accompagnés d'une image.  
Le texte du manuscrit de Chantilly a fait l'objet d'une édition scientifique en deux volumes parus en 1979 et 1986. Cette édition, intitulée Ci nous dit. Recueil d'exemples moraux, a été élaborée par Gérard Blangez.
Ce n'est qu'en 2012 que Christian Heck publie les 812 illustrations du manuscrit de Chantilly dans un ouvrage intitulé Le « Ci nous dit ». L'image médiévale et la culture des laïcs au XIVè siècle. Les enluminures du manuscrit de Chantilly. 
Le manuscrit de Chantilly - textes et images - a par ailleurs été numérisé par l'IRHT, et les images indexées sur le site du Thesaurus Exemplorum Medii Aevi.

## Contenu
Le texte se divise en cinq parties principales non titrées :
- La première partie expose les vérités à croire et les étapes du Salut en s'appuyant sur des épisodes bibliques et apocryphes (chapitres n° 1 à 150).
- La deuxième partie est consacrée à la morale, elle se compose essentiellement de références bibliques et de fables (chapitres n° 151 à 296).
- La troisième partie se concentre sur la conversion, la pénitence et la confession (chapitres n° 297 à 435).
- La quatrième partie explore les thèmes de la vie chrétienne comme la participation à la messe ou encore la dévotion privée (chapitres n° 436 à 604).
- La cinquième partie s'appuie sur l'hagiographie et reprend des épisodes de la vie de certains saints selon le calendrier liturgique (chapitres n° 605 à 780).

Le dernier chapitre évoque le Jugement dernier et la distinction entre les Élus et des Damnés.

## Analyse textuelle

### Les proverbes dans leCi nous dit
Si les sources qui ont inspiré l'écriture du Ci nous dit relèvent en partie des textes bibliques et hagiographiques, l'auteur de l'ouvrage a également puisé dans des sources plus populaires ou folkloriques comme les proverbes. Dans le cadre d'un recueil d'exempla, dont un des buts est l'instruction chrétienne du lecteur et son encouragement à mener une vie vertueuse, les proverbes agissent comme des vérités générales, connues de tous et, par là même, incontestables. 
D'après Gérard Blangez, le recueil compte un peu plus de quatre-vingt proverbes que Marie Anne Polo de Beaulieu classe en trois catégories : le proverbe introductif, le proverbe intégré au texte narratif ou didactique et le proverbe conclusif. Le proverbe introductif est assez rare puisqu'il n'apparaît qu'à six reprises. Il joue alors à la fois le rôle d'accroche et de lieu commun généralement admis. Le proverbe intégré au corps du texte, dont quarante-cinq attestations ont été dénombrées, apparaît comme une particularité propre à l'auteur du Ci nous dit. Ce type de proverbe intervient au cours du texte, notamment de fables, il est suivi d'un commentaire ou sert de transition entre deux développements. Enfin, vingt-sept proverbes conclusifs ont été repérés qui viennent clore une fable ou encore qui sont prêtés à un personnage de l'exemplum. Ainsi, à la fin du chapitre 735, l'auteur fait dire à François d'Assise que : « l'habit ne doit pas honorer le maître, mais le maître l'habit ».

### Les fables dans leCi nous dit
Les fables constituent une autre catégorie de sources employée par l'auteur du Ci nous dit. Elles ont été étudiées une première fois par Louis Mourin qui en a dressé une liste et a tenté d'en retrouver les sources. Ainsi, il attribue huit fables à un Romulus (adaptation médiévale des fables de Phèdre) et quatre à Avianus tandis que les sources de douze fables restent difficiles à déterminer,.
Dans son édition critique, Gérard Blangez revient sur le travail de Louis Mourin et adopte une autre méthode de repérage des fables. Il retient les dix-huit chapitres commençant par « Ci nous dit fable » auxquels il ajoute neuf textes contenus dans d'autres recueils de fables médiévaux, cinq récits classés comme fables dans l'édition des Fabulae et Parabolae d'Eudes de Cheriton, et six chapitres reconnus comme fables dans l'édition des Contes moralisés de Nicole Bozon.

À son tour, Gert-Jan Van Dijk se penche sur la question. De la liste de G. Blangez il retire le « dit des coffrets » (n° 217), « l'ange et l'ermite » (n° 346), « l'épée de Damoclès » (n°363) et « l'âme du purgatoire retenue dans la glace » (n° 573) mais il ajoute deux chapitres : le récit de « la courtoisie de l'épervier » (n° 219) et celui du « sanglier se préparant au combat » (n° 466). Pour cet auteur, une fable « combine les trois aspects principaux que sont le "narratif", le "fictif" et le "métaphorique" » tout en se démarquant d'autres genres littéraires tels que la facétie, l'exemplum, le conte, le fabliau, l'allégorie, la métaphore, le mythe, la saga. En revanche, les frontières sont poreuses entre ces différents genres et on assiste dans le Ci nous dit à une exemplification des fables. Concernant les sources de ces fables, V. Dijk repère un ensemble de recueils rédigés en ancien français comme Romulus, les Isopets, les Avionnets, des textes de Marie de France mais aussi des sources orientales telles que la Vie de Barlaam et Josaphat (n° 195). Certains épisodes bibliques connaissent également un processus d'exemplification sous forme de fable. C'est le cas de l'apologue biblique (Juges, 9, 8-15) qui raconte l'élection du roi des arbres (n° 251) :
« 1 Ffable. Ci nous dit conment li arbre voudrent faire roy de l’un d’eulz et presenterent la couronne a pluseurs. 2 Li basme, la vingne, li oliviers et le figuiers s’escuserent et distrent qu’il ne laisseroient pas a porter leur bon fruit pour regner. 3 La couronne fu presentee au groselier, laquoille il n’out talent de refuser, mez dit tout haut : 4 Se vous voullez quar je regne seur vous, asseez vous a mez piés, ou je feroi issir feu de moy qui vous ardra tous. 5 Ce que la couronne fu presentee au plus chaitif nous donne a entendre que se [v°] tuit cil de l’Eglyse estoient tuit bien religieus, 6 ciz qui airoient les amenistrations temporeles se tendroient li plus vil, li plus ser et li plus chaitif. 7 Et a l’exemple des bons arbres fruit portans, qui en ceste fable refuserent de leur pouair l’estat de prelation jusques a tant qu’il sourent que Nostre Sires le voulloit. 9 Ciz qui de prelation desirent les grans estas en eslevant les grans plaiz, en destruisant leur eglyse, ne sont pas dignes de les avoir. 10 N’a eulz ne les doit on pas donner, mez aus humbles qui pour faire fruit en contemplation, de leur pouair les refusent. 11 A ceulz les doit on donner malgré eulz, non pas a ceulz qui trop les desirrent : quar tuit [162] prelat s’apellent humbles en leur laitres. 12 Et pour ce mua Nostre Sires Jesucriz le non a saint Pierre, qui devant avoit le non Symon, qui est a dire humble et obediens, et Pierre congnoissans et fermes en foy. 13 Quar tuit cil qui representent saint Pierre en chief et en membre 14 (qui gouverne l’Eglyse aussi conme elle li fu balliee de NS a gouverneir) 15 le doivent ensuir en meurs, en maniere et en conversation. 16 Et s’i ne l’enssuent, n’en amenrrie pas leur pouair, mais c’est damages a eulz et a ceulz qu’il ont a gouverner, 17 que li proverbe dit : Qui a le chief enferme, tuit li membre l’en deullent ».
Un certain nombre de fables mettent en scène des animaux, néanmoins tous les chapitres avec des animaux n'appartiennent pas au genre de la fable. Par ailleurs, les fables d'origine antique ont été remaniées de façon à supprimer les références à la culture et aux religions antiques. Des traces du Roman de Renart apparaissent également dans les noms propres tels que Nobles le lion (n° 182, 184, 185) et Renart (n°218). V. Dijk établit deux types de moralisation des fables du Ci nous dit, une moralisation religieuse et une moralisation courtoise reprenant les codes de la chevalerie. Parfois, la moralisation est renforcée par un proverbe ou une référence biblique et, dans la majorité des cas, les moralisations sont plus longues que les fables dont le texte est pourtant développé et non pas résumé comme c'est le cas dans d'autres recueils d'exempla issus des ordres mendiants. Ainsi, selon V. Dijk, le Ci nous dit aurait été davantage destiné à un lectorat laïc qu'à des prédicateurs. 

## Analyse iconographique
Les enluminures du manuscrit de Chantilly accompagnent et répondent à presque tous les chapitres du recueil (seuls dix-sept chapitres ne sont pas illustrés). Elles ont été attribuées au peintre Mahiet généralement identifié à Mathieu Le Vavasseur, clerc normand ayant probablement dirigé un atelier à Paris vers 1330-1350,. Elles sont situées sur la partie haute des feuillets, au dessus du texte. Il y a une alternance de la couleur du fond d'une image à l'autre, du rouge au bleu.  
Elles représentent le plus souvent la partie narrative du texte et non la partie relative à la moralisation. Elisa Brilli et Aline Debert parlent dans ce cadre « d'images littérales », ajoutant qu'il faut lire les textes pour comprendre les images. Par ailleurs, l'enlumineur a effectué une sélection de certains éléments au sein de la narration qu'il a choisi de représenter : des actions principales du récit (rencontre d'Abraham et des trois anges sous le chêne de Mambré, n° 119), des objets majeurs comme des gerbes de blé (n° 52), des éléments architecturaux ou paysagers (n° 7), pour n'en citer que quelques-uns. Selon Christian Heck, par cette sélection tout comme par leur emplacement et l'alternance de la couleur du fond, les enluminures jouent le rôle d'index et permettent au lecteur de retrouver facilement le passage désiré en feuilletant l'ouvrage. Toutefois, comme l'ont également souligné E. Brilli et A. Debert, cela suppose au préalable une bonne connaissance du texte. 

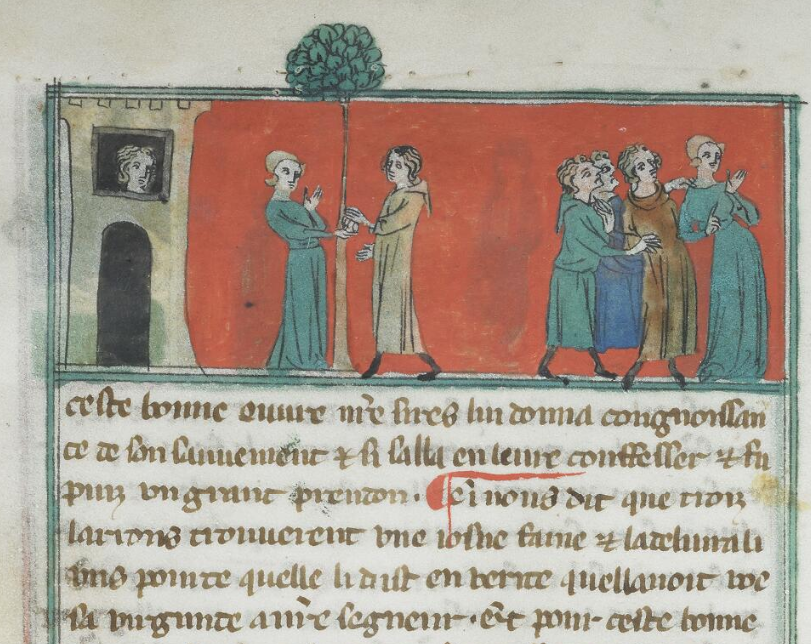
Le mari en prison, et l'épouse recevant de l'argent de son potentiel client.

Ces deux auteures ajoutent qu'il existe parfois un décalage entre le texte et ce que l'image véhicule. Dans le Ci nous dit, l'écart le plus fréquent consiste en l'ajout d'éléments iconographiques absents du texte. Dans le chapitre n° 414 il est ainsi question d'une épouse qui décide de se prostituer pour faire sortir son mari de prison. Son premier client, à qui elle raconte son histoire, lui offre de l'argent sans rien demander en retour, lui évitant ainsi la prostitution. Or, si l'enlumineur a bien représenté le mari enfermé dans sa prison ainsi que la femme et son client, il a ajouté entre ces deux personnages un arbre nulle part mentionné dans le texte. Deux hypothèses justifient ce choix : figurer avec cet arbre un bois, lieu où se déroulerait la scène ou bien accentuer la frontière charnelle qui n'a pas été franchie par les deux protagonistes. 
Parfois, une seule image illustre deux chapitres, et crée, ce faisant, un lien entre deux exempla distincts. Dans ce cas, le changement de récit est signifié par un changement de couleur du fond de l'enluminure qui passe du rouge ou bleu (ou inversement). Il arrive également qu'un chapitre particulièrement long donne lieu à deux, trois ou quatre enluminures dans lesquelles des éléments communs facilitent la lecture des images comme un ensemble cohérent.
La composition du manuscrit de Chantilly, notamment la place spécifique qu'y occupent les enluminures, traduit de nouvelles pratiques de la lecture, davantage accessibles aux laïcs et offrant la possibilité d'éviter la lecture continue pour privilégier la consultation, la lecture ponctuelle.